# Dörfl (Gemeinde Asperhofen)
Dörfl ist eine Ortschaft und Katastralgemeinde der Marktgemeinde Asperhofen in Niederösterreich. Die Ortschaft hat 37 Einwohner (1. Jänner 2024).

## Geografie
Das Haufendorf liegt 3 Kilometer südöstlich von Asperhofen und ist über die Landesstraße L2247 erreichbar. Der Weiler ist landwirtschaftlich geprägt und besteht aus mehreren Gehöften.

## Geschichte
Im Jahr 1822 wurde der Ort als Dorf mit acht Häusern genannt, das nach Johannesberg eingepfarrt war, wohin auch die Kinder eingeschult wurden. Die Herrschaft Neulengbach besaß die Ortsobrigkeit und übte die Landgerichtsbarkeit aus, während die Herrschaft Rappoltenkirchen die Konskription besorgte. Die Untertanen und Grundholde des Ortes gehörten der Herrschaft Tulln. Der Franziszeische Kataster von 1821 zeigt Dörfl mit einigen Gehöften. Laut Adressbuch von Österreich war im Jahr 1938 in Dörfl ein Gemischtwarenhändler ansässig. Bis zur Eingemeindung nach Asperhofen war der Ort ein Teil der damaligen Gemeinde Johannesberg.